# Sūtra de Vimalakīrti
Le Sūtra de Vimalakīrti (sanskrit : विमलकीर्ति-निर्देश-सूत्र, « Vimalakīrti nirdeśa sūtra » ; chinois simplifié : 《维摩诘经》 ; chinois traditionnel : 《維摩詰經》 ; pinyin : wéimó jié jīng ; japonais : Mukujōkō daidarani kyō (無垢淨光大陀羅尼經), « Sûtra de l'enseignement de Vimalakîrti ») est considéré comme l'un des textes les plus profonds du bouddhisme mahāyāna. En outre, c'est le seul sūtra de la littérature bouddhique qui présente les enseignements d'un laïc (upāsaka), Vimalakīrti. 
Il en existe également des traductions en coréen, en tibétain et d'autres langues d'Asie.

## Cadre du sutra
Les événements que rapporte le sutra se déroulent dans la ville de Vaishâli, au royaume des Licchavi, lors d'un séjour du Bouddha, qui s'est arrêté pour quelque temps dans un bois. Ensuite, l'action prend place dans la maison de Vimalakīrti, un riche disciple laïc. Celui-ci se distingue par sa connaissance sans faille du dharma, et sa sagesse plus vaste que celle de tous les bodhisattva présents, à l'exception de Manjushri. 
Ce sutra constitue une exception notable dans l'ensemble des ouvrages bouddhiques : il est le seul à présenter un enseignement donné par un bodhisattva, qui plus est un laïc. 

## Contenu
Ce sûtra expose les principes essentiels du bouddhisme mahāyāna, en particulier la notion de non-dualité. Dans cet ouvrage de très haute tenue littéraire, l'enseignement est délivré aux principaux disciples du Bouddha par l'intermédiaire de Vimalakīrti, un disciple laïque du Bouddha,. 
Vimalakīrti s’adresse à Maudgalyāyana, Kāśyapa, Subhūti, Pūrṇa, Kātyāyana, Aniruddha, Upāli, Rāhula et Ānanda. Il rencontre également le bodhisattva Maitreya, le laïc Prabhāvyūha et un fils de banquier, Anathapindika (en) nommé aussi Sudatta,.
Vimalakīrti leur expose en détail la doctrine de la vacuité, shunyata, répond à de multiples questions et finit par répondre par le silence qui dit tout.

## Versions du texte
La plus ancienne version écrite connue est celle traduite en chinois par Zhi Qian 支謙. Elle fut ensuite suivie par celle de Kumārajīva 鳩摩羅什 en 406. Une autre traduction, considérée comme plus précise, est attribuée à Xuanzang 玄奘, au VIIe siècle.
Un manuscrit sanscrit remontant au début du IIIe siècle[réf. souhaitée] a été retrouvé au Potala de Lhassa (Tibet) par le professeur Hisao TAKAHASHI en 1999. Il a publié cette version au Japon en 2006,,. 

#### Principales traductions en chinois
- 《维摩所诘说经》 / 《維摩詰所說經》, wéimójié suǒshuō jīng (3 fasc. trad. Kumārajīva, 406) ;
- 《说无垢称经》 / 《說無垢稱經》, shuō wúgòuchēng jīng (6 fasc. trad. Xuanzang, VIIe siècle) ;
- 《佛说维摩诘经》 / 《《佛說維摩詰經》, fóshuō wéimójié jīng (2 fasc. trad. Zhi Qian).

#### Traductions en français
- L'Enseignement de Vimalakîrti (Vimalakīrtinirdeśa), traduction en français par Étienne Lamotte, Université catholique de Louvain, Institut Orientaliste, Louvain-la-neuve, 1987. [lire en ligne (page consultée le 6 mars 2021)]

- Soûtra de la Liberté inconcevable. Les enseignements de Vimalakirti, Trad. Patrick Carré, Paris, Fayard, 2000.

#### Traductions en anglais
- (en) The Vimalakirti Sutra (précédé par The Sutra of Queen Śrīmālā of the Lion's Roar)  (trad. du chinois, John McRae), Berkeley, Numata Center for Buddhist Translation and Research, 2017 (1re éd. 2004), xi, 204 p. (Vimalakirti, p. 55-180) (ISBN 978-1-886-43931-3, lire en ligne)

- (en) The Teaching of Vimalakirti. Vimalakīrtinirdeśa  (trad. du sanscrit par Luis Gomez & Paul Harrison, and the Mangalam Translation Group), Berkeley, Mangalam Press, 2022, 262 p. (ISBN 978-1-732-22091-1)

### Commentaires
- Sengzhao (trad. du chinois et annoté par Patrick Carré), Introduction aux pratiques de la non-dualité. Commentaire du Soûtra de la Liberté inconcevable, Paris, Fayard, 2004, 506 p. (ISBN 978-2-213-61680-3)
- (en) Shōtoku Taishi (trad. du chinois en anglais par Jamie Hubbard), Expository Commentary on the Vimalakīrti Sutra, Berkeley, Numata Center for Buddhist Translation and Research, 2012, xvii, 274 p. (lire en ligne [PDF])

### Études
- (en) Edward Hamlin, Magical Upāya in the Vimalakīrtinirdeśa-sūtra, Journal of the International Association of Buddhist Studies 11 (1), 1988, p. 89-121
- (en) Jan Nattier, « The Teaching of Vimalakīrti (Vimalakīrtinirdeśa): A Review of Four English Translations ». Buddhist Literature 2, 2000, p. 234-258.
- (en) Sangharakshita (1990). The Inconceivable Emancipation - Themes from the Vimilakirti Nirdesa, Windhorse Publications, 1990. Traduction en français en ligne
- (en) Jonathan Silk, « Taking the Vimalakīrti seriously », Annual Report of The International Research Institute for Advanced Buddhology at Soka University for the Year 2013, Vol. 17, 2014, p. 157-188